# 닛타촌 (효고현)
닛타촌(新田村)은 효고현 기노사키군에 설치되었던 촌이다. 현재의 도요오카시에 해당한다.

## 역사
- 1889년 4월 1일 - 정촌제 시행에 의해 10개 촌의 구역을 가지고 성립하였다.
- 1933년 4월 1일 - 오아자 다치노가 도요오카정에 편입되었다.
- 1950년 4월 1일 - 도요오카정, 나카스지촌, 고노쇼촌과 합병해 도요오카시가 성립하여, 동일 닛타촌은 폐지되었다.

## 참고문헌
- 가도카와 일본지명대사전 28 효고현